# 自费监禁
在美國，自费监禁（英語：Pay-to-stay）是向囚犯收取監獄住宿費用的做法。這是一種有爭議的做法，因為它可能導致囚犯累積巨額釋放後無法償還的債務，使他們很難在社會中重新做人。
2015年，俄亥俄州的美國公民自由聯盟發表了一份關於俄亥俄州自费监禁政策的綜合研究報告，這是同類研究中的第一個詳細研究。2017年，馬歇爾项目發表了一項關於南加州監獄的研究，在那裡，較富裕的囚犯可以付費住在一個更舒適、更安全的監獄环境中，有時還享有更多的休假特權。這些監獄對富人提供了許多好處，包括單人牢房、更少的暴力，甚至讓罪犯有機會僅在周末或下班後服刑。